# Gali (grad)
Gali (gruzijski: გალი, abhaski: Гал) je grad u gruzijskoj pokrajini Abhaziji. Nalazi se južnoj Abhaziji 77 km jugoistočno do Suhumija glavnog grada Abhazije. 

## Povijest
Grad je središte Galskog distrikta u kojem živi 30.356 stanovnika 2011. godine. Tijekom Gruzijsko-abhazijskih sukoba 1992. – 1993. mnogo Gruzijaca napustilo je grad. Do studenog 1993. godine, većina okruga Gali je bila pod kontrolom separatista s izuzetkom nekoliko izoliranih enklava. U svibnju 1998. Gruzijci su probali vratiti izgubljeno područje što nisu uspjeli, a rezultat neuspjeha bio je ponovni progon Gruzijaca.

## Stanovništvo
Prema popisu stanovništva iz 1989. godine u gradu je živjelo 15.763 stanovnika, od čega 93,3% Gruzijaca, 3,2% Rusa i 0,6% Abhaza. Prema popisu stanovništva iz 2003. godine gradsko stanovništvo se smanjilo na 7.169 ljudi, od kojih je najviše 95% Mingrela/Gruzijaca. Prema popisu stanovništva iz 2011. godine u gradu živi 7.605 stanovnika od čega Mingrela/Gruzijaca - 96,8% (7.360 osoba), Abhazi 1,7% (126), Rusa 1,0% (73 osoba), Armenaca 0,1% (11), Ukrajinca. 0,1% (10).

## Poznate osobe
- Baadur Džobava, gruzijski šahist